# Eikenberg
Le Eikenberg est une côte des Ardennes flamandes situé sur la commune de Maarkedal dans la province belge de Flandre-Orientale. Elle se trouve sur le versant sud de l'Edelareberg.

## Cyclisme
Le Eikenberg est surtout connu pour son ascension lors des classiques flandriennes et plus particulièrement lors du Tour des Flandres. C'est une côte pavée de 1 200 mètres de longueur de 5,8 % de moyenne. Il s'agit donc d'un des monts les plus longs que les coureurs ont à affronter.
C'est un mont traditionnel du Tour des Flandres, où il est apparu en 1956. Il faut cependant attendre l'édition 1974 pour le retrouver et le voir s'installer régulièrement. Depuis cette date, il n'a en effet manqué que trois éditions (1997, 2003 et 2008). En 2011, les coureurs l'emprunteront donc pour la 36e fois. Ces dernières années, le Eikenberg succède généralement au Taaienberg sur la route du « Ronde ».
Le Eikenberg apparait aussi régulièrement au programme d'autres semi-classiques belges comme le Omloop Het Nieuwsblad (à 23 reprises dont 2011), le Grand Prix E3 ou encore À travers les Flandres.